# يمن نت
يمن نت هي شركة يمنية تتبع وزارة الاتصالات وتقنية المعلومات اليمنيَّة، حيث تقدّم أساسًا خدمة الإنترنت في اليمن. أنشأت في عام 2001 لتختص بإدارة خدمات الإنترنت وتراسل المعطيات في كافة أنحاء الجمهورية، ولتقدم الخدمات التي يقدمها مزوّدي خدمات الإنترنت في العالم (الإنترنت عريض النطاق، خدمات التراسل تبديل متعدد البروتوكولات باستخدام المؤشرات التعريفية، خدمات الاستضافة، الإنترنت اللاسلكي وغيرها).

## رصيد يمن نت
تطبيق رصيد يمن نت لمتابعة اشتراكات الإنترنت ضمن يمن نت من مكان واحد مع إمكانية تجديد الرصيد بأي وقت. ويُعد من التطبيقات الخدمية التي لا يستغني عنها معظم مستخدمي خدمة الإنترنت في اليمن حيث يساعد على متابعة حركة الاشتراكات ضمن مزود الخدمة وكذلك يعرض معلومات وتفاصيل تتضمن رصيد الإنترنت المتبقي لدى المشترك.